# Exercice Able Archer 83

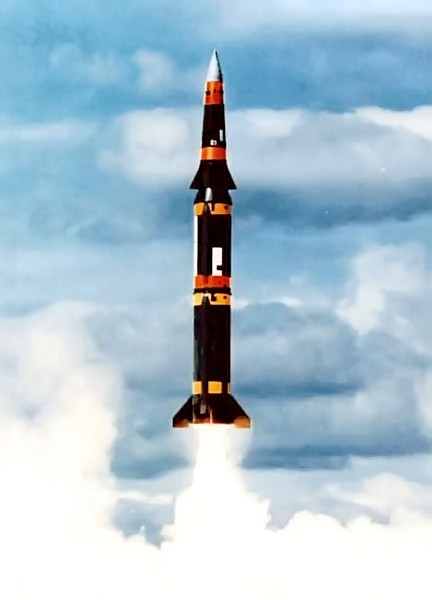
Tir d'un MGM-31 Pershing II.
Le déploiement de missiles modernes américains dans le cadre de la crise des euromissiles est un fait primordial dans les relations entre les deux blocs.

L’exercice Able Archer 83 est un exercice militaire mené du 7 au 11 novembre 1983 par l'OTAN dans le but d'entraîner ses postes de commandement militaires aux procédures, notamment celles concernant l'utilisation de frappes nucléaires. 
Le niveau de réalisme atteint par les opérations déclenchées, couplé avec un environnement international tendu (invasion de la Grenade, crise des euromissiles, vol 007 Korean Air Lines, etc.), ont mené une partie de l'état-major soviétique à craindre qu'une première frappe américaine ne fût imminente,,, : les forces nucléaires soviétiques furent mises en état d'alerte, ainsi que les unités aériennes stationnées en République démocratique allemande et en Pologne,.
Cet incident, relativement obscur, est considéré par certains au XXIe siècle comme l'un des moments où les deux blocs ont été les plus proches d'une guerre nucléaire depuis la crise des missiles de Cuba de 1962. La menace de confrontation s'éteignit d'elle-même avec la fin d'Able Archer le 11 novembre 1983,, mais l'opération RYAN du KGB, visant à réunir des informations sur les intentions supposées de l'administration américaine d'attaquer l'URSS, dura jusqu'en novembre 1991.

## Contexte

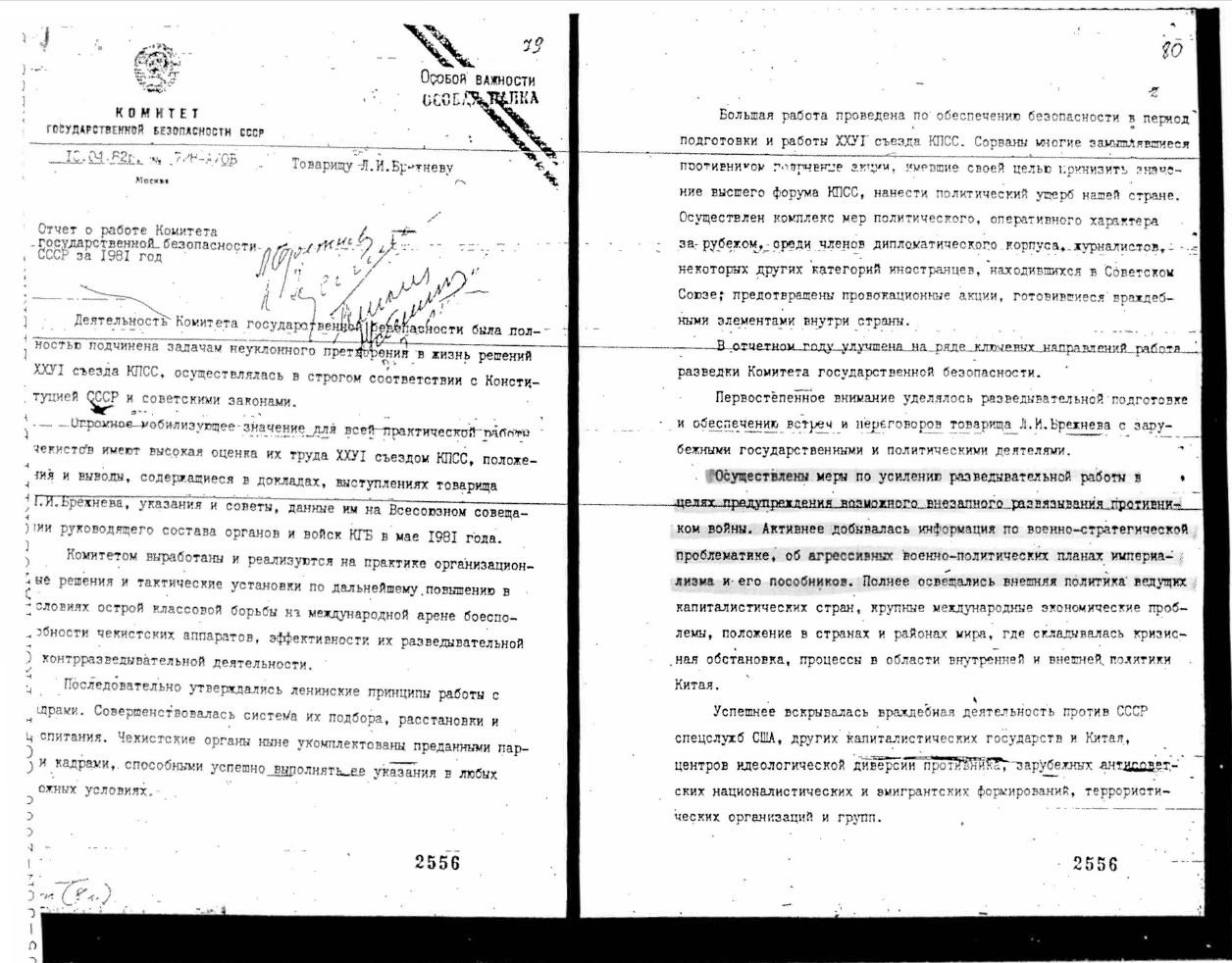
Un rapport du KGB de 1981 signalant que celui-ci avait
mis en œuvre des mesures pour renforcer le travail de renseignement afin de prévenir un éventuel déclenchement brusque de la guerre par l'ennemi.
Pour ce faire, le KGB a
obtenu activement de l'information sur les questions militaires et stratégiques, et sur les plans militaires et politiques agressifs de l'impérialisme [les États-Unis] et de ses complices, et a amélioré la pertinence et l'efficacité de ses capacités actives de renseignement (The National Security Archive).

### Incident soviétique de fausse alarme nucléaire en 1983
Voir l'article Fausse alerte nucléaire soviétique de 1983

## Description de l'exercice
L'exercice Able Archer s'est tenu du 7 au 11 novembre 1983. C'était un Command Post Exercise (exercice de postes de commandement, n'impliquant pas de déploiements de troupes) de l'« Allied Command Europe » (ACE) de l'Organisation du traité de l'Atlantique nord (OTAN), et il était conçu pour pratiquer les procédures de commandement et d'état-major, avec une insistance particulière sur la transition des opérations conventionnelles aux opérations non conventionnelles, y compris l'utilisation d'armes nucléaires. 
L'exercice était dirigé par le Commandant Suprême des Forces Alliées en Europe (SACEUR). Les participants étaient le Grand quartier général des puissances alliées en Europe, ses subordonnés immédiats (Major Subordinate Commands), leurs propres subordonnés (Principal Subordinate Commands), et d'autres quartiers-généraux de plus bas niveau de l'ACE. 

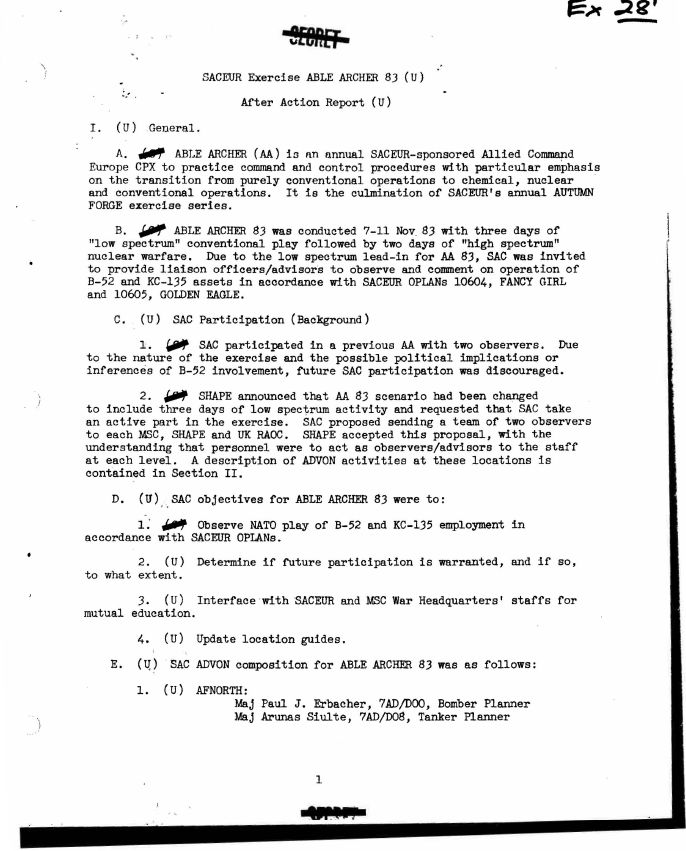
Une page du rapport de la Seventh Air Force sur cet exercice.

Un des buts de l'exercice était de pratiquer de nouvelles procédures de tir d'armes nucléaires qui avaient été révisées à la suite d'Able Archer 82. Le scénario de l'exercice subvenait moins aux besoins d'exercice nucléaire que lors des dix années précédentes et était conçu pour se concentrer sur le processus de prise de décision. Toutefois c'était un exercice purement militaire et le quartier-général de l'OTAN - et donc les autorités politiques de l'Alliance - ne participaient pas à Able Archer 83. 
L'encadrement de l'exercice simulait les autorités politiques de l'OTAN. Il n'y avait pas de dirigeants nationaux impliqués, et cela n'avait jamais été envisagé, malgré des allégations ultérieures dans ce sens. L'implication de pays membres était limitée à deux « cellules de réponses » du Joint Chiefs of Staff (comité des chefs d’États-majors interarmées américain) et du ministère de la Défense britannique qui simulaient les autorités politiques des puissances nucléaires.
Son coût a été de 111 millions de dollars américains (261 millions valeur 2014), celui de l'exercice Reforger 83 auquel il est associé qui a impliqué 40 000 militaires de l’OTAN en Europe dont 19 000 américains, dont 16 000 venu des États-Unis, 2,407 milliards de dollars (5,653 milliards valeur 2014).

### Scénario
Le scénario de l'exercice décrivait un affrontement entre le camp « BLEU » et le camp « ORANGE » (un « adversaire hypothétique » selon l'OTAN, mais en fait un Pacte de Varsovie dirigé par l'URSS à peine déguisé). Son scénario est le suivant :
« Changement de direction chez ORANGE en février 1983. Critique des politiques de l'ancien gouvernement pour avoir laissé l'Ouest gagner une nouvelle influence dans le tiers Monde, notamment auprès des États du Golfe, et pour avoir échoué à empêcher la décision de BLEU de moderniser les forces nucléaires de théâtre occidentales en Europe. 

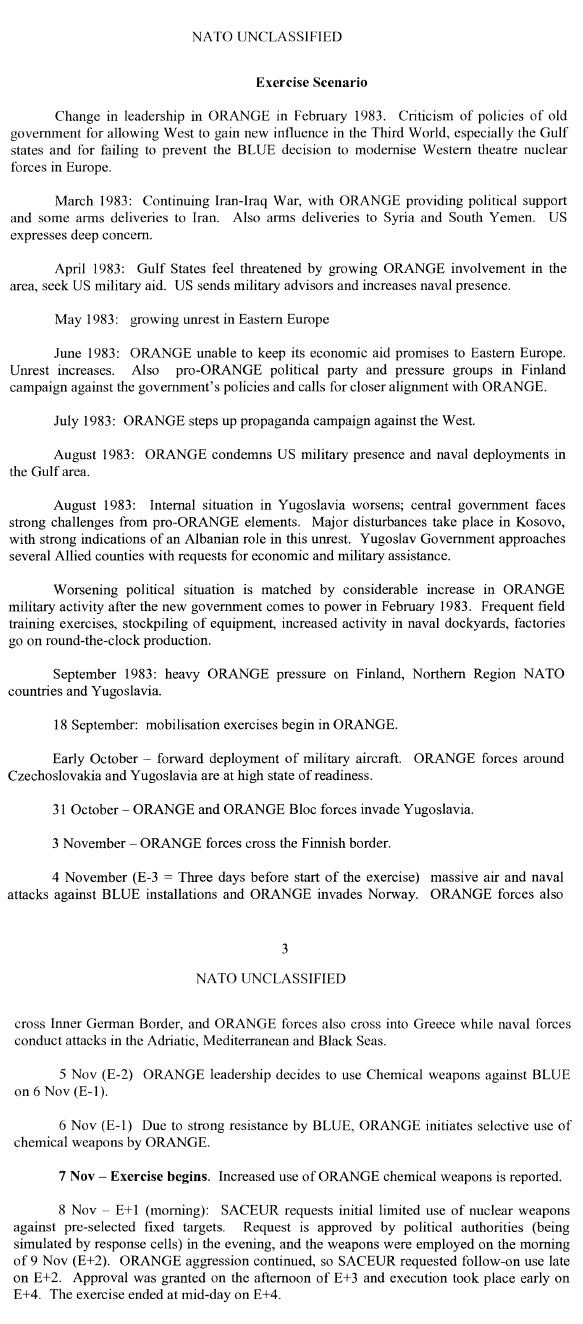
Le résumé déclassifié de l'OTAN de l'exercice Able Archer 83.
Fourni gracieusement par l'historien en chef du SHAPE, Gregory Pedlow, ceci est un récit de la façon dont la guerre froide aurait pu devenir nucléaire. Image fournie par le National Security Archive.

- Mars 1983 : poursuite de la guerre Iran-Irak, avec ORANGE qui fournit un soutien politique et quelques livraisons d'armes à l'Iran. Également des livraisons d'armes à la Syrie et au Sud-Yémen. Les États-Unis expriment leur profonde inquiétude.
- Avril 1983 : les États du golfe Persique se sentent menacés par l'implication croissante d'ORANGE dans la région, demandent une aide militaire américaine. Les États-Unis envoient des conseillers militaires et augmentent leur présence navale.
- Mai 1983 : troubles croissants en Europe de l'Est.
- Juin 1983 : ORANGE incapable de tenir ses promesses d'aide économique à l'Europe de l'Est, les troubles augmentent. En même temps les partis politiques et groupes de pression pro-ORANGE en Finlande font campagne contre les politiques du gouvernement et appellent à un meilleur alignement avec ORANGE.
- Juillet 1983 : ORANGE intensifie sa campagne de propagande contre l'Ouest.
- Août 1983 : ORANGE condamne la présence militaire et les déploiements navals américains dans la région du Golfe Persique.
- Août 1983 : la situation interne en Yougoslavie s'aggrave ; le gouvernement central fait face à de graves défis par des éléments pro-ORANGE. Des troubles majeurs ont lieu au Kosovo, avec de fortes indications d'un rôle albanais dans cette agitation. Le gouvernement yougoslave approche plusieurs pays Alliés avec des demandes d'assistance économique et militaire.
- Septembre 1983 : forte pression ORANGE sur la Finlande, les pays de la région nordique de l'OTAN et la Yougoslavie.
- 18 septembre : des exercices de mobilisation commencent chez ORANGE.
- Début octobre : déploiement avancé d'avions militaires. Les forces ORANGE autour de la Tchécoslovaquie et de la Yougoslavie sont à un haut degré de préparation.
- 31 octobre : des forces ORANGE et du Bloc ORANGE envahissent la Yougoslavie.
- 3 novembre : des forces ORANGE franchissent la frontière finlandaise.
- 4 novembre (E-3 = trois jours avant le début de l'exercice) : attaques aériennes et navales massives contre les installations BLEUES et ORANGE envahit la Norvège. Des forces ORANGE franchissent aussi la frontière interallemande, et des forces ORANGE pénètrent également en Grèce alors que des forces navales mènent des attaques dans les mers Adriatique, Méditerranée et Noire.
- 5 novembre (E-2) : les dirigeants ORANGE décident d'utiliser des armes chimiques contre BLEU le 6 novembre.
- 6 novembre (E-1) : en raison de la forte résistance de BLEU, ORANGE commence l'emploi sélectif d'armes chimiques.
- 7 novembre (début de l'exercice) : l'utilisation accrue d'armes chimiques par ORANGE est rapportée.
- 8 novembre (E+1) matin : le Commandant Suprême des Forces Alliées en Europe demande un emploi initial limité d'armes nucléaires contre des cibles fixes pré-sélectionnées. La demande est approuvée par les autorités politiques (simulées par des cellules de réponse) dans la soirée, et les armes sont employées le matin du 9 novembre (E+2). L'agression ORANGE continue, en conséquence SACEUR demande une deuxième vague d'emploi à E+2 tard. L'approbation est donnée l'après-midi de E+3 et l'exécution a lieu tôt à E+4. L'exercice prend fin à midi à E+4. »

## Un exercice ayant failli entraîner une guerre réelle
Selon un compte-rendu de l'exercice effectué en 1990 par le President's Intelligence Advisory Board (PFIAB, en français : Conseil consultatif du renseignement étranger de la Maison-Blanche) et déclassifié en 2015, « les Soviétiques menèrent des actions militaires et de renseignement qui n'avaient jusqu'ici été observées que durant de réelles crises ». D'après de nombreux officiers soviétiques, l'état d'alerte des missiles nucléaires soviétiques durant l'exercice Able Archer 83 fut relevé au niveau « combat ». 
Leonard Perroots, un officier de renseignement militaire américain, remarque que, durant l'exercice, les forces soviétiques ne cessèrent d'augmenter leurs niveaux d'alerte, mais n'agirent pas en conséquence, s'abstenant de relever le niveau d'alerte des dispositifs militaires européens, ce qui aurait pu entraîner une réelle passe d'armes nucléaires.

## Dans la fiction

### Film
- Wargames (ou Jeux de guerre au Québec) de John Badham.

Film américain sorti en 1983, soit la même année que les évènements eux-mêmes, sur un scénario de Lawrence Lasker et Walter F. Parkes. Un lycéen américain et pirate informatique pendant son temps libre, accède à distance et sans le savoir au supercalculateur du NORAD; ne faisant pas la distinction entre un jeu vidéo et la possible guerre nucléaire entre Américains et Soviétiques, il fait passer le niveau de sécurité de l'armée américaine à DEFCON 1.

### Téléfilm
Le jour d'après, de Nicholas Meyer

### Série télévisée
- Deutschland 83, par Anna Winger.

Série sortie en 2015 sur huit épisodes. En 1983, les États-Unis souhaitent installer des missiles en Allemagne de l'Ouest pour contrer l'URSS. Un jeune agent de la Stasi, Martin Rauch (joué par Jonas Nay) est alors chargé d'infiltrer une base militaire ouest-allemande, près de Bonn, afin de récupérer des documents secrets.

### Jeux vidéo
- Wargame: European Escalation : dans l'un des scénarios du jeu, le Pacte de Varsovie interprète l'exercice comme une préparation des forces de l'OTAN à une offensive et décide donc de mener une attaque préventive.
- Call of Duty: Warzone : La première saison du mode Warzone de Cold War se déroule durant l'exercice. Dans cette saison, Perseus infiltre la base de Cheyenne Mountain et profite de l'exercice pour lancer un missile nucléaire.

### Documentaire
- « 1983 : Au bord de l'apocalypse », présentation du documentaire de Henry Chancellor (diffusé sur Arte) sur la crise de 1983, sur le site Telleestmatele.com, 28 avril 2010.